# Rapporto Slattery
Il Rapporto Slattery, intitolato ufficialmente "Il problema dello sviluppo dell'Alaska", fu prodotto dal Dipartimento degli Interni degli Stati Uniti sotto il segretario Harold L. Ickes nel 1939–40. Prese il nome dal sottosegretario agli Interni Harry A. Slattery. Il rapporto, che trattava dello sviluppo dell'Alaska attraverso l'immigrazione, includeva una proposta per trasferire esuli europei, specialmente Ebrei provenienti dalla Germania e dall'Austria naziste, in quattro località dell'Alaska, compresa Baranof Island, la Mat-Su Valley e Sitka. Skagway, Petersburg e Seward furono le uniche città ad appoggiare la proposta.

## Il rapporto
Nel novembre 1938, due settimane dopo la Notte dei cristalli, Ickes propose l'uso dell'Alaska come un "rifugio per esuli ebrei dalla Germania e da altre aree in Europa dove gli Ebrei erano assoggettati a oppressive restrizioni". Il nuovo insediamento in Alaska avrebbe permesso agli esuli di aggirare le normali quote di immigrazione, perché l'Alaska era un territorio e non uno stato. Quell'estate Ickes aveva girato l'Alaska e si era incontrato con funzionari locali per discutere come migliorare l'economia locale e rafforzare la sicurezza in un territorio considerato vulnerabile all'attacco giapponese. Ickes pensava che gli Ebrei europei potessero essere la soluzione.
Nella sua proposta, Ickes sottolineava che 200 famiglie a causa della Dust Bowl si erano stabilite nella Matanuska Valley dell'Alaska. Il piano fu introdotto come progetto di legge dal senatore William King (Utah) e dal rappresentante Franck Havenner (California), entrambi democratici. La proposta dell'Alaska ottenne il sostegno del teologo Paul Tillich, del Consiglio Federale delle Chiese e del Comitato del Servizio degli Amici Americani.

## Risposta
Il piano ottenne scarso sostegno dai capi della comunità ebraica americana, con l'eccezione dei Sionisti laburisti d'America. Il rabbino Stephen Wise, presidente del Congresso Ebraico Americano, affermò che l'adozione della proposta dell'Alaska avrebbe determinato "un'impressione sbagliata e offensiva... che gli Ebrei si stiano impadronendo di una qualche parte del paese per l'insediamento".
Anche gli Americani non ebrei si mobilitarono contro la proposta, basandosi sulla retorica antiebraica e sulla paura del socialismo che si credeva comunemente fosse associato alle popolazioni ebraiche europee.
Il piano ricevette un duro colpo quando Franklin Roosevelt disse a Ickes che insisteva a limitare il numero di esuli a 10.000 all'anno per cinque anni, e con un'ulteriore limitazione che gli Ebrei non costituissero più del 10% degli esuli. Roosevelt non menzionò mai la proposta dell'Alaska in pubblico, e senza il suo sostegno il piano morì.

## Racconti immaginari
Il sindacato dei poliziotti yiddish è un romanzo di storia alternativa (o ucronia) del 2007 di Michael Chabon, su un territorio ebraico di lingua yiddish a Sitka.